# 아멘호테프 3세
아멘호테프 3세(Amenhotep III)는 이집트 신왕국 제18왕조의 파라오이다.
이집트가 가장 번성했던 시대의 왕으로 시리아·팔레스타인 등을 지배하였다. 당시는 히타이트·바빌로니아에서 여러 가지 산물이 수도 테베로 흘러들어 왔다.
이로써 국위를 널리 떨치고 아들 대에 이르러 고대 이집트 역사상 뛰어난 '아마르나 시대'를 맞게 하였다. 테베에 있는 '멤논의 거상'은 그가 건설한 장제전에 있던 그의 상이다. 그리고 그의 건출물 중 유명한 것은 말카타 왕궁이 있는데, 현재는 발굴이 되지 않고 있다.

## 젊은 아멘호텝 3세
그가 젊었을 당시, 사냥을 즐겨하던 용맹한 왕이었다고 한다. 그가 15세 쯤이 되었을 때, 그는 평민 출신인 유야와 투야의 딸인 티예(Tiye)와 결혼을 한다. 그러나 평민출신과 왕의 결혼은 이집트에서는 보기 드문 일이다.

## 여왕 티예
아멘호텝 3세가 나이가 들자, 아멘호텝 3세는 정치보다는 쾌락에 빠졌다. 그래서 이집트의 정치는 왕비인 티예가 맡게 되었고, 그 후에도 이집트의 여왕 중 위대한 여왕으로 불리고 있다.

## 아멘호텝 3세의 죽음
아멘호텝 3세는 단 것을 너무 좋아하여 치아에 문제가 생기고 만다. 치아에서 고름이 나오고, 잇몸이 쑤셨다고 한다. 거기에다가 나이가 들어 여러 병에 걸리면서 결국 그는 죽고 말았다. 아멘호텝 3세가 죽고 그 후에도 티예가 계속 나라를 다스렸다. 왜냐하면 첫째 왕자인 투트모시스 왕자가 아버지인 아멘호텝 3세보다 더 먼저 사망하였기 때문이다.
그러나 곧 아멘호텝 왕자 (아크나톤 또는 아멘호텝 4세라고도 함)가 해외여행을 마치고 돌아오고 그녀는 물러난다.

## 아멘호텝과 티예의 자식들
- 아멘호텝 왕자 (아크나톤)
- 투트모시스 왕자
- 시타멘
- 헤누트-타네브
- 아세트
- 네베타흐
- 베케타텐

## 같이 보기
- 파라오 목록